# 日本大学フェニックス反則タックル問題
日本大学フェニックス反則タックル問題（にほんだいがくフェニックスはんそくタックルもんだい）では、2018年（平成30年）5月6日のアメリカンフットボールの日本大学フェニックスと関西学院大学ファイターズによる大学アメフト界の両雄と呼ばれる名門同士においての定期戦における反則タックル、およびそれに続く一連の動きについて記載する。この反則タックルについては、悪質タックル、危険タックル、危険なタックルと表現されることもある。

## 経緯

### 試合
2018年5月6日、東京スタジアム補助グラウンド（東京都調布市、命名権による名称：アミノバイタルフィールド）で日本大学（日大）と関西学院大学（関学大）による定期戦が行われた。この試合において、日大のディフェンスライン（DL・以降選手Aと記載）が日大守備の第1プレーでパスを投げ終えて無防備な状態だった関学大の クオーターバック（QB・以降選手Bと記載）に、背後から激しくタックルして負傷させた。審判はアンネセサリーラフネス（不必要な乱暴行為）と判定。その場では大きな問題にならず、選手Aはその後もプレイを続け、守備側の5プレー目までに3度のパーソナルファウルを犯し退場となる事態が発生した。
試合後、日大の監督はこの反則について「力がないから厳しくプレッシャーをかけている。待ちでなく攻めて戦わないと。選手も必死。あれぐらいやっていかないと勝てない。やらせている私の責任」と話した。

### 初期対応
試合後、そのタックルの映像がTwitterなどでアップロードされ、大きな注目を集める。また、すぐに非難の声があがり始める。
この件について5月9日、関東学生アメリカンフットボール連盟理事会が、理事長名義で怪我をした関西学院大学（関学）の選手と関係者に謝罪した上で、特に1度目の関学QBの選手Bに対するプレーについては、審判クルーが下した「アンネセサリーラフネス（不必要な乱暴行為）」を超えるものであり、公式規則第6章の「（無防備なプレーヤーへの）ひどいパーソナルファウル」に該当すると判断、当該選手Aに対して追加処分を決定するまで対外試合への出場を禁止し、日大指導者を厳重注意とする暫定措置を執ると共に、連盟理事会内に本件に関する規律委員会を設置することを決定した。日本大学フェニックス側も10日に公式ウェブサイトにて謝罪文を掲示した。
関学側は、タックルを受けた選手Bの足に痺れが出ており、改めて精密検査を受ける予定であること、また試合後の日大監督・内田正人のメディアに対するコメントは、これらの反則行為を容認するとも受け取れる内容であったことを受け、日大選手Aの関学選手Bへの1回目のパーソナルファウルに対するチームとしての見解を求めると同時に、関学選手BおよびBの保護者へのチームからの正式な謝罪を求めた。また、内田が試合後にメディアに対して出したコメントの見解と、コメントの撤回および前項の行為が発生したことについての指導者としての正式な謝罪を求める厳重抗議を文書で5月10日に送付、5月16日までに誠意ある回答がない場合、次年度以降の定期戦は行わないとの声明を5月12日に発表した。
日大は5月15日に回答書を提出したが、「ラフプレーを認めて謝罪するが、指導者による指導と選手の受け取り方に乖離があったためで監督から指示はしていない、ただし試合後の監督のコメントについては反則行為を容認する発言と受け取られかねないため撤回し、詳細は5月24日までに改めて提出する」との内容であった。
5月17日に記者会見を開いた関学ディレクター・小野宏は「ルールを逸脱した行為を監督・コーチが容認していたと疑念を抱かざるを得ない」「われわれの抱える疑問、疑念は解消できておらず、誠意ある回答と判断しかねると考えている。」と述べ、関学監督・鳥内秀晃も「『自分の厳しさに対する選手の受け取り方が乖離していた』と言うなら、あのプレーが起こった時、なぜベンチに戻して指導をしなかったのか。誰もが思うが、非常に悪質なプレー。次の日にでも、直接謝罪するのが筋でないか。同じ指導者として到底受け入れられない」と、回答内容への不満を表明した。

### 傷害罪で告訴
5月19日、内田は兵庫県西宮市内で被害を受けた選手Bとその父親に謝罪を行い、帰途の大阪国際空港（伊丹空港）などで取材に応じ、「全て私の責任です」と監督について辞意を表明。しかし、選手Bの父親は「日大選手がどうしてあのようなプレーをしたのかの説明がなかったし、指示があったかも（監督が）話されなかったので釈然としない」と遺憾の意を示した。
5月21日、被害を受けた選手Bの父親（大阪市議会議員）は記者会見を行い、大阪府警察に被害届を提出し受理されたことを明かした。「タックルした選手を『被疑者』にして提出しないと、被害届は受理できない」と言われたという。また、（選手Aの会見と前監督とコーチの会見のあとの）5月24日、通常、告訴も選手A（実行した者）を含めないと受理できないと警察から回答があったことを明らかにし、監督とコーチを罰し、かつ選手Aを罰さないために、傷害行為を実行した選手Aに対して寛大な処分を求める嘆願書を出したい考えを示し、また同様の嘆願書を書くよう世間に呼びかけた。
その後、5月31日に、被害を受けた選手Bの父親は、内田前監督（19日辞任）とC前コーチ（29日辞任）を傷害の疑いで警視庁に告訴した。告訴に選手Aは含まれていない。また、同時に、選手Aに対して寛大な処分を求める6348通の嘆願書を警視庁に提出した。

## 選手の記者会見
5月22日、問題となったタックルを行った選手Aが日本記者クラブで記者会見を行い、被害を受けた選手Bや家族、および関係者に対し謝罪した。20歳の一般人の学生が実名と顔を公開する異例の謝罪会見を行ったことで大きな反響を呼び、また後述する大学首脳陣が選手Aの主張を否定する会見を後に行ったことから、社会問題に発展した。

### 日本記者クラブの説明
会見の冒頭で、日大選手Aと家族より代理人を通じて、日本記者クラブで会見したいという希望があり、真実を知るため当事者の説明が不可欠との判断で会見を受けたことを、同クラブの企画委員である司会者が説明した。また同クラブでは従来、会見者側から弁護士同伴の要望があった際、弁護士が会場内で待機することは認めても壇上での同席は断っていたが、今回は会見者が20歳になったばかりの学生であることや、今後の責任問題等を考慮し、弁護士の壇上での同席を認めたこと、またこれは今回だけの特例であり前例とはならないことを説明した。

### 代理人弁護士の説明
続いて代理人の弁護士が、選手本人の顔と実名を隠さず会見を行う理由について次のとおり説明した。
また同弁護士は、日大選手Aや家族の会見までの経緯について詳細を語った後、5月15日に日大が行った関学大に対する回答書、また報道機関に対する日大アメフト部からの文書、いずれも「指導者の指導と本人との理解の間に乖離がある」と書かれていながら本人に一度も部としての確認がないことについて「これはおかしいのではないか」とし、また5月17日の報道機関へ宛てた日大の文書には「本人への聞き取りを含めて24日までにそれを終えて回答を再度いたします」とあるが、5月21日の時点で聞き取りが何もない点などから、「これはおそらく大学、部としての聞き取りをやらないであろう」と判断し、急遽会見を決めたと語っている。

### 選手の謝罪と説明
選手Aは会見の冒頭で「本件によりけがをされてしまった関西学院大学のアメリカンフットボール部のクオーターバックの選手、およびそのご家族、関西学院大学アメリカンフットボール部とその関係者の皆さまに対し、大きな被害と多大なるご迷惑をお掛けしたことを深く反省しております。本当に申し訳ありませんでした」と語り、深々と頭を下げて謝罪した。
その後経緯を説明、5月3日の練習で「プレーが悪かったという」ことでコーチから練習を外され、この頃には監督やコーチから「やる気が足りない」「闘志が足りない」という指摘を受けるようになっていたと語った。
内田やコーチから「相手のQB（クオーターバック）を1プレー目で潰せ」などと再三反則行為を指示されたこと、6日の試合前に内田からは「闘志が足りない」「辞めて良い」などと実戦練習から外され、日本代表への参加辞退を求められたこと、また試合当日コーチからは「できませんでしたじゃ、すまされないぞ。わかってるな」と念を押されたことを明かした。
この監督らの発言に対し、選手Aは「相手をつぶすくらいの強い気持ちでやってこい」という意味ではなく、「本当にやらなくてはいけないのだ」と思い、追い詰められて悩んだと語っている。また反則をとられ退場となった後、事の重大さに気付き、テントに戻って泣いたことも明かした。
5月11日には、前日の日大側の謝罪文公表を受け、監督とコーチC、および選手Aとその両親が面会した際、Aの父は「個人的にでも相手方選手と家族に謝りに行きたい」と申し入れたが、監督は「今はやめてほしい」と回答。またAの父は「監督・コーチから選手Aに対して、対戦校のQBにけがを負わせろと指示を出し、選手はそれに従っただけ」である旨の公表を求め、そのメモを渡したが「公表できない」と断られたと語っている。
タックルの映像がテレビで報道された当初は、そのショッキングな映像から選手Aへの非難も多かった。しかし、この会見以降は選手A個人の責任が追及されることはなくなり、コーチや監督、ひいては日本大学全体の責任が追及されるようになる。

## 関係者の記者会見
5月22日の日大選手Aの記者会見を受け、日大広報部は同日、報道各社へコメント文を発表。その中で「コーチから『1プレー目で（相手の）QBをつぶせ』という言葉があったということは事実です。ただ、これは本学フットボール部においてゲーム前によく使う言葉で、『最初のプレーから思い切って当たれ』という意味です」とし、選手Aの主張を否定した。

### 日本大学監督・コーチの記者会見
5月23日、試合当時日大アメフト部の監督だった内田とディフェンスライン担当のコーチCが、東京都千代田区の日大本部で記者会見を開き、選手Aが危険なタックルをしたことについて、内田、C共に自らの指示を否定した。
会見は2時間以上に渡り、「相手のクオーターバック（QB）を1プレー目で潰せば（試合に）出してやる」と指示を受けたとの選手Aの主張について、内田は「私からの指示ではない」「ルールを逸脱するという考えはない。ああいうことは予想できなかった」と回答。
コーチは「QBを潰してこいと言ったのは事実」と認めたが「けがを目的とした指示ではなかった」と釈明、「潰してこい」の意味については「思いっきりプレーしてほしいという意味だった」との主張を繰り返した。
内田は「試合後、監督がやれと言ったことにしていいと選手Aに伝えた」と話した。
また、「全力を出していないように見える選手に、過激な言葉を使ってはっぱをかけることはある」と話した。
「相手のQBが怪我をして秋の試合に出られなかったら得だろう」との発言について、コーチCは「一言一句覚えていないが、彼には過激なことを言った。ただ、損とか得とかそういう話はしていない」と回答している。
会見の中で内田は「けがをされた選手や保護者、関学大の皆様に申し訳ない。アメフトに携わっている人にも非常にマイナスになり、責任を感じている」と謝罪し、選手Aに対しても「非常に申し訳なく反省している」、またAの進退について「選手としてもっと活躍できる。我々の責任だが戻ってきてほしい」とも語った。コーチCはAについて「彼を成長させたかったが、重圧をかけてしまった」としている。
コーチは過激なことを言ったこと、重圧をかけたことは認め、謝罪した。また、コーチを辞任する意思を表明した。

### 司会者の対応と批判
この会見で日大広報部の司会者（米倉久邦）の対応が物議を醸した。質問をする記者やそれらの質問に回答しようとする内田前監督やコーチCを遮り、何度も同じ質問が繰り返されているとして度々会見を打ち切ろうとした。熱を帯びてきた報道陣から「この会見は、みんな見てますよ」と問われると、司会者は「見てても見てなくてもいいんですけど。同じ質問を繰り返されたら迷惑です」と回答。また「司会者のあなたの発言で、日大のブランドが落ちてしまうかもしれない」との発言に対しては「落ちません。余計なこと言わず」などと回答した。
この司会者の対応に対しTwitterでは「司会者が最悪」「火に油を注ぐような対応」などの声が相次ぎ炎上、翌日のTwitterのトレンドワード17位にランクインする事態となる。橋下徹は自身のTwitterで「何よりもあの司会者が最悪だね。危機管理対応の記者会見なのに、あの司会は何なんだ?ほんと日本大学の危機管理能力は全くないな」と酷評している。
同じような質問がくり返された要因には、番組ごとに取材チームを組んでいる民放テレビ局が、それぞれの番組の出演者が質問している映像を撮るためとの指摘もあり、このような民放テレビ局の姿勢に対する批判もあった。

### 日本大学学長の会見
5月25日、日本大学の大塚𠮷兵衛学長が記者会見し、謝罪を行ったが、日本大学の理事長である田中英壽は会見を行っていない。

## 第三者委員会の調査と報告
2018年6月29日、日大が設置した日本大学アメリカンフットボール部における反則行為に係る第三者委員会は、記者会見し、中間報告を発表した。
選手Aの説明が信用できること、内田前監督と井上前コーチの弁解が信用できないことなどから、"A選手は、本件試合に至る練習等において、内田氏や井上氏から精神的に過酷な指導を受ける中で、両氏からルールを逸脱した危険なタックルの指示を受け、これを実行したものである。"と認定した。
2018年7月30日、この第三者委員会は、最終報告書を発表した。反則行為の事実関係については中間報告の通りで、最終報告書では主に指導体制やガバナンスについて述べている。

## 事件発生後の経過など

### 辞任・解任・処分など
- 2018年5月6日 - 選手Aは危険なタックルを行う。
- 5月10日 - 内田の8月末までの現場指導自粛を関東学生アメリカンフットボール連盟に申し入れ。
- 5月19日 - 内田の監督職辞任表明。
- 5月22日 - 選手Aが記者会見。
- 5月23日 - 内田前監督とコーチCが記者会見。コーチCの辞任、内田の日本大学常務理事職の職務停止、謹慎を表明。
- 5月29日 - ヘッドコーチ・コーチ2名の辞任。
- 5月30日 - 内田の日本大学の常務理事・理事職及び株式会社日本大学事業部の役員を辞任。同大学人事部長・同大学保健体育審議会事務局長の職の3か月自宅謹慎処分。
- 6月11日 - 内田の日本大学の人事部長・保健体育審議会事務局長職の解任、本部付部長待遇に異動。
- 7月6日 - 悪質タックルの指示について選手らに口封じを図ったとされる、アメリカンフットボール部OBでコーチでもあった井ノ口忠男常務理事が4日付で理事を辞任したことを発表。
- 7月30日 - 内田とコーチCの懲戒解雇を決定。
- 8月10日 - 田中英壽理事長が兼任している相撲部部長・総監督職の解任、その他大塚吉兵衛学長・常務理事・理事8名の運動部部長職（副部長、監督）の解任を発表。例外としてアメリカンフットボール部部長の加藤直人理事（副学長・文理学部長）は組織改革のために続投を表明。
- 2018年11月13日　警視庁は関係者から話を聞き試合映像なども分析した結果、内田正人前監督が反則行為の指示をした事実は認められなかったとし、起訴を求めない意見書を付した上で、傷害容疑で書類送検[35]。
- 2018年11月15日、内田前監督が日本大学を相手に解雇無効（地位確認）などを求めた民事訴訟の初公判が東京地方裁判所で開かれた[36]。
- 2019年11月15日、東京地検は内田正人前監督・前コーチ・選手Aについて不起訴処分とした[37]。
- 2019年12月6日、東京地方裁判所から和解勧告を受けていた日本大学と内田前監督は、日本大学は懲戒解雇を撤回、内田は退職することで和解が成立した[38]。
- 2021年4月1日、裁判所の和解勧告を受け日本大学とコーチCが懲戒解雇を撤回することで和解し、コーチCが日本大学職員として復職[39]。

### 対戦中止・拒否
- 5月14日 - 法大、東大、立大による対日大戦の中止
- 5月17日 - 明大、成蹊大による対日大戦の中止
- 5月24日 - 関東学生アメリカンフットボール連盟の1部リーグ監督会の日大を除く15チームによる対日大戦拒否
- 5月29日 - 2018年度シーズン終了までの公式試合の出場資格停止

### 関東学生アメリカンフットボール連盟の処分
5月10日、選手Aの対外試合禁止、日大指導者に厳重注意の暫定処分発表。
5月29日に緊急に都内で臨時理事会を開き、日大アメフト部の関係者の処分を決め、監督とコーチの選手Aへの指示否定の供述内容を虚偽と判断し、内田正人前監督とC前コーチを除名（永久追放）、ヘッドコーチを資格剥奪（登録の抹消）、選手Aと日大フェニックスに2018年度シーズン終了までの公式試合の出場資格停止の処分を決めた。
規律委員会の調査によると、日大アメフト部では内田前監督が復帰した2017年から雰囲気が変わっていき「白いものも内田さんが黒といえば黒なんだ」というほど内田前監督は絶対的な権力を持つようになった。内田前監督は活躍しそうな選手をチーム全員の前で名指しして「結果を出さなければ干すぞ」と圧力をかけ、精神的に追い込むような指導を日常的に行っていた、と規律委員会が指摘した。選手の間ではこういう指導を「はまる」と表現し「はまった」選手が受けた精神的圧力は相当に重かったとみられる。また、規律委員会は反則行為の背景として「内田前監督による行き過ぎた指導、それをおもんばかったコーチ、なにも言えなかったチームがあった」と結論づけていた。
ただし選手Aには、反省文をまとめて連盟に提出して、規律委員会との面談で再発の危険が払拭されたことが確認され、その後の連盟理事会で承認されること、日大フェニックスには、チームとして本件の原因究明を行い、実効性のある再発防止策を策定・実施して、抜本的なチーム改革と組織改革を行い、その内容をチーム改善報告書として連盟理事会に提出して、十分な改善が行われたことが検証委員会により確認され、その後の連盟理事会で承認されることを条件に、出場資格停止の処分は解除される。しかし、7月31日に開かれた臨時理事会で日大アメフト部の公式戦への出場資格停止処分を解除せず、2018年秋のリーグ戦に出場することが不可能になり、2019年度シーズンは下位リーグに自動的に降格することになった。

### 新監督・コーチの選出
大学は6月19日に、監督とコーチの公募を発表した。募集にあたっては、日大アメリカン・フットボール部の出身者は除き、部の指導や学生への教育に情熱を持って取り組むことができ、高等教育機関での教育歴か、高校、大学、社会人などのアメリカンフットボール指導経験がある人物、などの条件が付けられた。
選考は、外部の弁護士や、スタンフォード大学フットボールコーチ河田剛、アサヒビールシルバースターヘッドコーチの有馬隼人、スポーツライターの青島健太など7人で構成する選考委員会に委託された。
選考委員会は7月6日、新監督の選考基準として、選手の自主性を尊重し、相互理解を基盤とする指導力などを求めることを発表した。そして、これらの選考基準を骨子に選手へのヒアリングや第三者委員会の指摘事項などを参考にしつつ選考することを明らかにした。最終的に、候補者は自薦・他薦を含め69人に達した。選考には主将ら学生も参加し、最終候補者にも質問した。7月17日に、元立命館大学コーチの橋詰功が新監督に内定し、また、コーチにはIBMビッグブルーのサポートスタッフであった泉田武志が選出された。学生は選考に対する決定権こそないが、選考委員の青島健太は、「候補者を実際に見た選手の意見はもちろん参考にした」と述べた。選考委員によれば、橋詰の再建構想が学生に強い印象を与えたという。

### 警察と検察の動き
2018年5月末には関西学院大学の選手側が、内田正人前監督と元コーチCについて傷害容疑での告訴状を警視庁調布署に提出した。また、怪我をさせた選手Aについては寛大な処分を求める約数千人分の嘆願書を提出した。
警視庁は被害届と告訴状を受け、映像の分析や専門家や関係者からの聞き取りをして調べてきたが、部員らからの聞き取りの結果、内田前監督と元コーチCから選手Aに対して「相手にけがをさせろ」という明確な指示があったことは確認できず、2019年2月5日、内田前監督と元コーチCについて「容疑なし」とする捜査結果の書類を東京地検立川支部に送付（書類送検）した。また、選手Aについては傷害容疑で書類送検した。
2019年11月15日、東京地検立川支部は、内田正人前監督と元コーチCについては、選手への指示が認められなかったとして「嫌疑不十分」により不起訴処分とした。また、選手Aについては、傷害の事実は認められるものの、被害者側との示談も成立しており処罰の必要性が低いと判断し、「起訴猶予」により不起訴処分とした。
内田前監督が不起訴に終わったことに対して世間は「納得がいかない」と疑問と不満を持っていた。内田前監督が起訴に至らなかったのには、具体的に「けがをさせろ」などの指示を記録した音声データなどがないと起訴へのハードルは高いという見方がある。第三者委が悪質タックルを内田前監督らの指示と判断した根拠の1つである、タックルの直後にコーチと内田前監督が「やりましたね」「おお」という会話をしていたことが警察と検察の調べでは確認できなかったのもその要因の1つである。

### 当事者選手のその後
選手Aは2019年11月の不起訴処分の直後に関東大学リーグ1部下位の試合で実戦復帰を果たし、大学卒業後の2020年4月、社会人リーグXリーグ1部の富士通フロンティアーズに選手として加入した。2021年シーズンでは2試合に出場し、合計で2.0サックを挙げた。
2020年12月13日、甲子園ボウルにて日大・関学の対戦が当該試合以来2年ぶりに組まれ、4年生となったBもエースQBとして出場し、年間最優秀選手（ミルズ杯）と甲子園ボウル最優秀選手に選ばれた。
卒業後の2021年にBはテレビ局に就職し、フットボールから引退したが、数ヶ月後にXリーグ2部に所属するホークアイに加入し、7月に選手として復帰した。